# オルガン砲

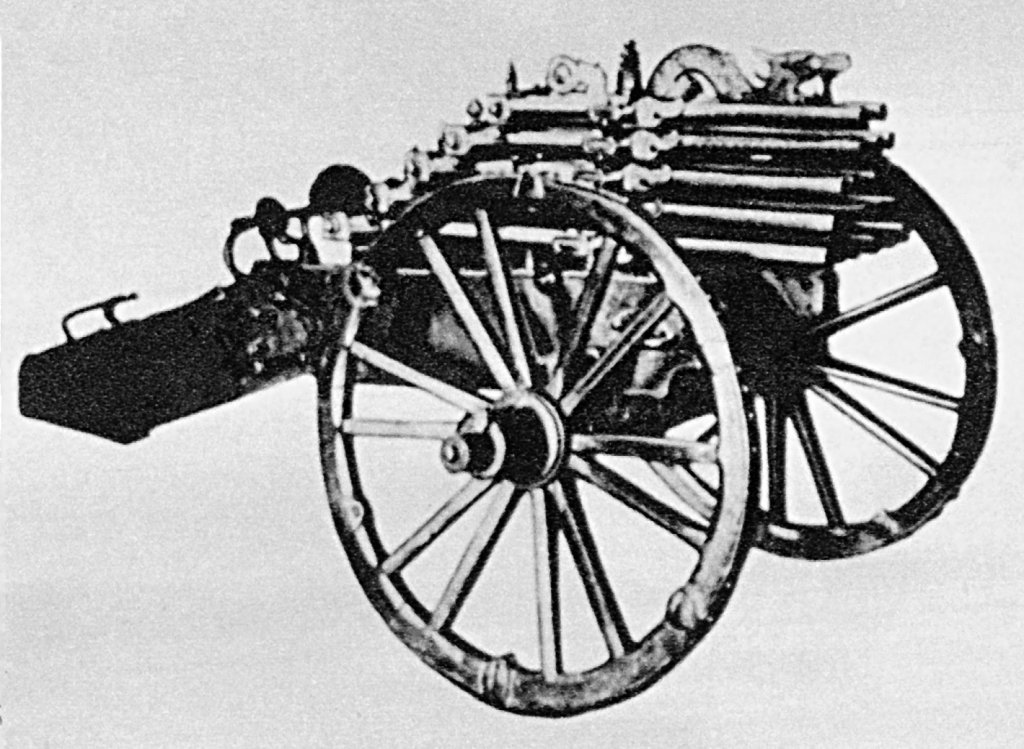
17世紀のオルガン砲

オルガン砲（オルガンほう、Organ gun）は中世後期から18世紀半ばまで西欧で用いられた砲で、リボドゥカン、リボーとも呼ばれる。

## 概要
形状は十門、数十門程度の砲を手押しの砲車に乗せたもので、その形状がパイプオルガンのパイプに似ているところからこの名がある。各砲は同調して一斉斉射することができ、一人で操作することもできる効率の良さから多くの国で採用された。しかし、斉射した後に砲弾を1門ずつに装填しなければならないので永続的に弾幕を作ることはできず、廃れていった。